# Radiotelevisión del Principáu d'Asturies

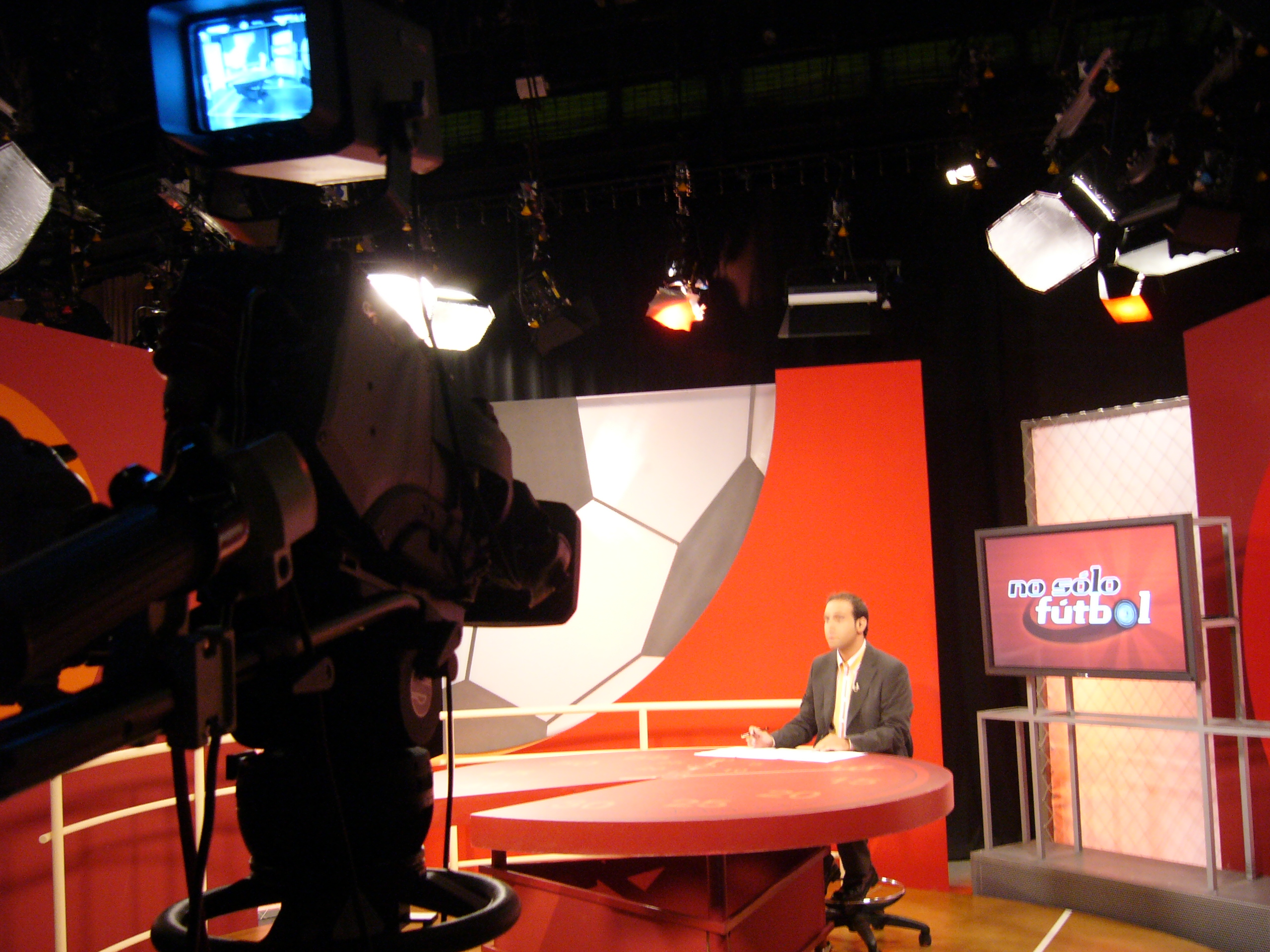
Plató de programes de TPA durant l'emissió de No sólo fútbol (02-09-2006)

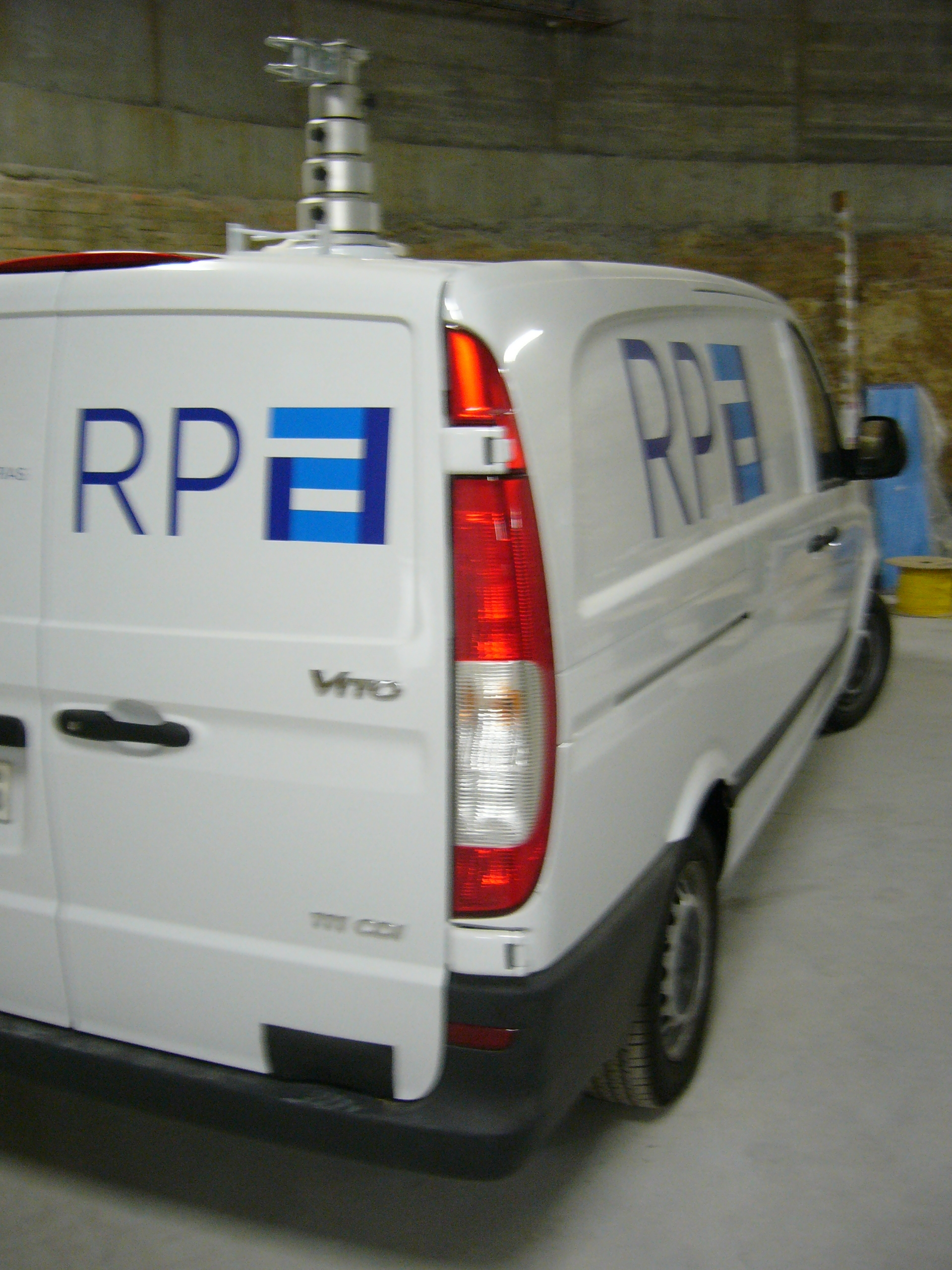
Unitat mòbil de la RPA

La Radiotelevisión del Principáu d'Asturies (RTPA) és un ens públic de comunicació pertanyent al Principat d'Astúries i creat el 2005. Està format per les societats Televisió del Principat d'Astúries (TPA) i Ràdio del Principat d'Astúries (RPA). La televisió va començar les seves emissions regulars a mitjan 2006 per a tot Astúries. També té un diari digital (http://www.rtpa.net). El seu director és José Ramón Pérez Ornia.
S'estructura en tres òrgans:
- Consell d'Administració
- Consell de Comunicació
- Direcció general

Té les seves dependències a la Universitat Laboral de Gijón.

## Orígens
La TPA va realitzar la seva primera emissió en proves el 20 de desembre del 2005 a les 21 hores. El dissabte 7 de gener va començar les seves retransmissions esportives amb el partit de futbol entre el Real Sporting de Gijón i el Racing Club de Ferrol, encara que amb el senyal cedit per la TVG. L'endemà, des de l'estadi Municipal de Miramar, es va produir la primera emissió amb producció pròpia, en aquest cas del partit que va enfrontar al Club Marino de Luanco i la Cultural de Durango. Durant els primers mesos, tots els caps de setmana es retransmetien partits del Real Sporting de Gijón, Club Marino de Luanco i Real Oviedo, normalment els partits en els quals els equips asturians actuaven com a locals.
El 8 de setembre de 2006 va iniciar les seves emissions matinals coincidint amb la celebració del Dia d'Astúries. Aquesta emissió es va veure afectada per un sabotatge a gran part de la instal·lació tècnica preparada al Santuari de Covadonga per a la retransmissió de la missa de la Santina. Aquest mateix dia es van iniciar les emissions via satèl·lit per a Europa i Amèrica a través del satèl·lit Hispasat en obert durant les 24 hores del dia i igualment es va iniciar l'emissió en viu en Internet.
El 26 de maig va començar l'emissió en proves del seu segon canal de televisió, amb la mateixa programació que el primer canal però una hora més tard. El segon canal emet únicament en TDT.

## Polèmica
La principal polèmica des de la seva posada en marxa ha girat entorn de l'emissió de programes en asturlleonès. En total no assoleix l'1,5% del total de la graella. A més, des de diversos sectors de la societat es critica l'escassa presència de la cultura asturiana.